# Nguyễn Xuân Bảng
Nguyễn Xuân Bằng sinh năm Canh Ngọ (1810) Quê ở làng Xuân Mỵ, tổng Xuân Hòa, huyện Minh Linh, tỉnh Quảng Trị, ngày nay thuộc huyện Gio Linh, tỉnh Quảng Trị.
Nguyễn Xuân Bằng sinh ra trong một gia đình có truyền thống Nho giáo. Cha ông nguyên là học sinh Quốc Tử Giám. Em trai ông là đệ tam giáp đồng tiến sĩ Nguyễn Phiên. Ông đổ Cử nhân khoa Giáp Ngọ (1834),đỗ Phó Bảng khoa Mậu Tuất (1838).
Khi ra làm quan ông được trao chức Kiểm thảo Hàn Lâm Viện,Tư vụ Tôn nhân phủ,Chủ sự các phủ,Thừa Chỉ Hàn Lâm Viện (1842), Cai Viện Thị Độc ty, Cẩn Tín, sung làm khảo quan kỳ thi Hội năm (1844), Viên Ngoại Lang, Lang Trung bộ Lại (1846), điệu bổ Quyền Án sát Sơn Tây (1846) nhưng được lưu lại kinh đô làm Khâm Điểm viên bản đạo. Án sát sứ Hà Nội (1847), Trong thời kỳ nầy ông cùng Bố Chánh sứ Hà Nội là Nguyễn Đồng Khoa viết sớ tấu lên vua Tự Đức báo cáo việc đúc tiền Tự Đức Thông Bảo. Xác định lại ranh giới hai tỉnh Bắc Ninh và Hà Nội.
Được trao Trung Thuận Đại Phu Thự kinh thành Thừa Thiên Phủ Doãn,
Ông mất ngày 14 tháng 9 năm Kỷ dậu (1849) được vua Tự Đức phong cho tên thụy Gia Nghị Đại Phu hàm Chánh Tam Phẩm Bản mẫu:Phổ Hệ Nguyễn Xuân Tộc Nhà xuất bản Tổng Hợp TP HCM trang 76-->